# Estación San Antonio de los Cobres
San Antonio de los Cobres es una estación de ferrocarril ubicada en la localidad de San Antonio de los Cobres, Provincia de Salta,  República Argentina.
En 2019 fue declarada Monumento histórico nacional.

## Características
Se ubica en el km 1328 del Ramal C14 del Ferrocarril General Belgrano, a 3774 m s. n. m. Se encuentra a 32 km del Viaducto La Polvorilla.

## Servicios
Desde la estación parte y finaliza el servicio turístico del Tren a las Nubes.

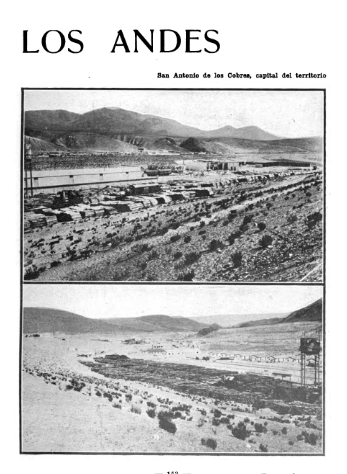
Imágenes publicitarias del ex territorio de Los Andes y San Antonio de los Cobres en una guía ferroviaria del año 1936.